# Чебан Микола
Микола Чебан (рум. Nicolai Ceban; нар. 30 березня 1986, Талмаза, Штефан-Водського району , Молдавська РСР) — молдовський борець вільного стилю, дворазовий бронзовий призер чемпіонатів Європи, учасник трьох Олімпійських ігор. Майстер спорту Молдови міжнародного класу.

## Біографія
Боротьбою займається з 1999 року. Був срібним призером на чемпіонаті Європи 2006 року серед юніорів та бронзовим призером на чемпіонаті світу 2006 року серед юніорів. Член національної збірної з вільної боротьби з 2007 року.

## Спортивні результати на міжнародних змаганнях

### Виступи на Олімпіадах
| Змагання                    | Збірна  | Вагова категорія          | Місце |
| --------------------------- | ------- | ------------------------- | ----- |
| Літні Олімпійські ігри 2008 | Молдова | вільна боротьба, до 96 кг | 11    |
| Літні Олімпійські ігри 2012 | Молдова | вільна боротьба, до 96 кг | 11    |
| Літні Олімпійські ігри 2016 | Молдова | вільна боротьба, до 97 кг | 12    |

### Виступи на Чемпіонатах світу
| Змагання                        | Збірна  | Вагова категорія          | Місце |
| ------------------------------- | ------- | ------------------------- | ----- |
| Чемпіонат світу з боротьби 2007 | Молдова | вільна боротьба, до 96 кг | 16    |
| Чемпіонат світу з боротьби 2009 | Молдова | вільна боротьба, до 96 кг | 21    |
| Чемпіонат світу з боротьби 2010 | Молдова | вільна боротьба, до 96 кг | 17    |
| Чемпіонат світу з боротьби 2011 | Молдова | вільна боротьба, до 96 кг | 14    |
| Чемпіонат світу з боротьби 2013 | Молдова | вільна боротьба, до 96 кг | 9     |
| Чемпіонат світу з боротьби 2014 | Молдова | вільна боротьба, до 97 кг | 17    |
| Чемпіонат світу з боротьби 2015 | Молдова | вільна боротьба, до 97 кг | 12    |

### Виступи на Чемпіонатах Європи
| Змагання                         | Збірна  | Вагова категорія          | Місце  |
| -------------------------------- | ------- | ------------------------- | ------ |
| Чемпіонат Європи з боротьби 2008 | Молдова | вільна боротьба, до 96 кг | 8      |
| Чемпіонат Європи з боротьби 2009 | Молдова | вільна боротьба, до 96 кг | 5      |
| Чемпіонат Європи з боротьби 2010 | Молдова | вільна боротьба, до 96 кг | 5      |
| Чемпіонат Європи з боротьби 2011 | Молдова | вільна боротьба, до 96 кг | Бронза |
| Чемпіонат Європи з боротьби 2012 | Молдова | вільна боротьба, до 96 кг | 15     |
| Чемпіонат Європи з боротьби 2013 | Молдова | вільна боротьба, до 96 кг | 14     |
| Чемпіонат Європи з боротьби 2014 | Молдова | вільна боротьба, до 97 кг | Бронза |
| Чемпіонат Європи з боротьби 2016 | Молдова | вільна боротьба, до 97 кг | 8      |
| Чемпіонат Європи з боротьби 2017 | Молдова | вільна боротьба, до 97 кг | 11     |

### Виступи на Європейських іграх
| Змагання              | Збірна  | Вагова категорія          | Місце |
| --------------------- | ------- | ------------------------- | ----- |
| Європейські ігри 2015 | Молдова | вільна боротьба, до 97 кг | 8     |

### Виступи на інших змаганнях
| Змагання                                                         | Збірна  | Вагова категорія          | Місце  |
| ---------------------------------------------------------------- | ------- | ------------------------- | ------ |
| Олімпійський кваліфікаційний турнір з боротьби 2008 (Мартіні)    | Молдова | вільна боротьба, до 96 кг | Срібло |
| Чемпіонат світу з боротьби серед студентів 2008                  | Молдова | вільна боротьба, до 96 кг | 7      |
| Турнір Дана Колова — Николи Петрова 2010                         | Молдова | вільна боротьба, до 96 кг | Срібло |
| Чемпіонат світу з боротьби серед студентів 2010                  | Молдова | вільна боротьба, до 96 кг | 5      |
| Турнір Дана Колова — Николи Петрова 2011                         | Молдова | вільна боротьба, до 96 кг | Золото |
| Турнір Яшара Догу 2012                                           | Молдова | вільна боротьба, до 96 кг | 21     |
| Олімпійський кваліфікаційний турнір з боротьби 2012 (Софія)      | Молдова | вільна боротьба, до 96 кг | Бронза |
| Олімпійський кваліфікаційний турнір з боротьби 2012 (Тайюань)    | Молдова | вільна боротьба, до 96 кг | 12     |
| Олімпійський кваліфікаційний турнір з боротьби 2012 (Гельсінкі)  | Молдова | вільна боротьба, до 96 кг | Золото |
| Турнір Чорного моря 2012                                         | Молдова | вільна боротьба, до 96 кг | Срібло |
| Чемпіонат світу з боротьби серед студентів 2012                  | Молдова | вільна боротьба, до 96 кг | Срібло |
| Турнір Дана Колова — Николи Петрова 2013                         | Молдова | вільна боротьба, до 96 кг | 11     |
| Золотий Гран-прі з боротьби 2013 (Сассарі)                       | Молдова | вільна боротьба, до 96 кг | Бронза |
| Літня Універсіада 2013                                           | Молдова | вільна боротьба, до 96 кг | 10     |
| Меморіал Вацлава Циолковського 2013                              | Молдова | вільна боротьба, до 96 кг | 21     |
| Золотий Гран-прі з боротьби 2013 (Баку)                          | Молдова | вільна боротьба, до 96 кг | Бронза |
| Турнір Алі Алієва 2014                                           | Молдова | вільна боротьба, до 97 кг | 15     |
| Турнір Олександра Медведя 2015                                   | Молдова | вільна боротьба, до 97 кг | 5      |
| Турнір Яшара Догу 2015                                           | Молдова | вільна боротьба, до 97 кг | 15     |
| Турнір «Олімпія» 2015                                            | Молдова | вільна боротьба, до 97 кг | Золото |
| Меморіал Іона Корнеану 2015                                      | Молдова | вільна боротьба, до 97 кг | Бронза |
| Київський Міжнародний турнір з боротьби 2016                     | Молдова | вільна боротьба, до 97 кг | Бронза |
| Олімпійський кваліфікаційний турнір з боротьби 2016 (Зренянин)   | Молдова | вільна боротьба, до 97 кг | 5      |
| Олімпійський кваліфікаційний турнір з боротьби 2016 (Улан-Батор) | Молдова | вільна боротьба, до 97 кг | Бронза |
| Меморіал Вацлава Циолковського 2016                              | Молдова | вільна боротьба, до 97 кг | Срібло |
| Гран-прі Німеччини з боротьби 2016                               | Молдова | вільна боротьба, до 97 кг | 8      |
| Турнір Дана Колова — Николи Петрова 2017                         | Молдова | вільна боротьба, до 97 кг | 7      |